# Lupo Servato
Lupo Servato (sinonímia: Loup Servat, Lope de Ferrières, Loup de Ferrières, Lupus von Ferrières, Lupo Servato, Lupus Ferrariensis) (* Ferrières-en-Gâtinais, Loiret, Diocese de Sens, por volta do ano 805 - † na mesma cidade no ano 862), foi humanista, eclesiástico, organizador da Igreja da França e abade de São Pedro e São Paulo, um mosteiro situado na comuna francesa de Ferrières-en-Gâtinais, no Loiret.
Desempenhou papel relevante como teólogo beneditino e organizador da Igreja da França, e participou do Concílio de Soissons.
Em dezembro do ano 844, durante o sínodo dos bispos da Frância Ocidental, em Ver-sur-Launette, as decisões tomadas pelo abade Lupo de Ferrières, contra os nobres e saqueadores das propriedades da Igreja, não foram aceitas por Carlos , o Calvo, porque as achava muito radicais.
Lupo Servato foi estudioso e grande apaixonado por antiguidades, sendo muitas vezes considerado o precursor dos humanistas do Renascimento.  Contribuindo grandemente com a cópia de textos antigo dos principais autores latinos e gregos, ele ajudou a reviver a literatura clássica. Foi professor de Heirico de Auxerre (841-876), um dos quatro grandes mestres da escola monástica da Abadia de São Germano, em Auxerre.

## Biografia
Sua mãe se chamava Frotilda e seu pai era bávaro.  Nascido por volta do ano 805, na diocese de Sens, foi criado e educado na Escola da Abadia de São Pedro de Ferrières. Com a idade de 25 anos, o abade Aldrico o envia para estudar teologia pra longe do Reno.  Na Abadia de Fulda, enquanto estudava, ele se dedica às letras que lhe trazem fama.  Desse modo, fez relações de amizade com Rábano Mauro (780-856) e Eginhardo (770-814), biógrafo de Carlos Magno (742-814).
Sua boa reputação, que precedeu o seu retorno a Ferrières, conquistou-lhe os favores da imperatriz Judite da Baviera (805-843), que o nomeia tutor do filho de Luís, o Pio, o futuro Carlos, o Calvo, para quem ele sempre representou uma certa autoridade.
Depois da sua nomeação como abade de Ferrières, o monastério tornou-se um farol da ciência e da civilização europeia. Ele se dedicou à cópia de textos antigos dos principais autores latinos e gregos, fez correções à uma obra mal traduzida de Plínio, O Jovem e envia para Roma os textos traduzidos de Suetônio e de Quinto Cúrcio Rufo, senador e historiador romano.  Foi o fundador de uma extensa biblioteca de sua abadia, adquirindo muitos manuscritos originais, e copiando e corrigindo os manuscritos que eram emprestados de outros monastérios (Tours, Fulda e Prüm), e de seus amigos Eginardo, Venilon, Bispo de Sens (837-865), Regimberto de Reichenau, Marcvardo de Prüm (829-853) e também das mentes brilhantes tais como Altsigo, Abade de Iorque e do Papa Benedito III (810-858).
Em 14 de Junho foi feito prisioneiro durante a Batalha de Angoulême, vencida por Pepino II da Aquitânia contra um exército de apoio enviado para auxiliar Carlos II, o Calvo, durante o assédio de Toulouse.  A Abadia de Ferrières, teve de pagar um resgate para que ele pudesse recuperar a liberdade.

## Obras
- Epistulae
- Vita S. Wigberti - Monumenta Germaniae Historica[1]
- Liber de tribus quaestionibus
- Vita Maximini episcopi Trevirensis - Monumenta Germaniae Historica[2]
- Hymni